# جون ويست (مغن مؤلف)
جون ويست (بالإنجليزية: John West)‏ هو مغن مؤلف أمريكي، ولد في 11 مايو 1983 في باتون روج في الولايات المتحدة.